# 烙印の紋章
『烙印の紋章』（らくいんのもんしょう）は、杉原智則による日本のライトノベル。イラストは3が手掛けている。アスキー・メディアワークス（電撃文庫）より2008年5月から2012年10月まで刊行された。

## あらすじ
かつて高度な知能を持つ竜と魔素による文明が栄えた世界。メフィウスとガーベラによる十年戦争が政略結婚によって和平が成立しようとしていた。
戦災孤児であった仮面の剣闘士オルバはメフィウス帝朝第一皇子ギル・メフィウスと瓜二つであったために、影武者としてガーベラ国第三王女ビリーナ・アウエルとの婚礼に赴くこととなる。
一方ガーベラの王女ビリーナは、婚姻による戦争終結を良しとせず、うつけと評されるギルを篭絡し自国に利をもたらそうと決意する。
そんな中、何者かが婚姻の儀を襲撃。影武者であるはずのオルバに首謀者であるリュカオンを討てと命じられ…

## 登場人物
オルバ/ギル・メフィウス
本作の主人公。戦災孤児。非常に人を食ったような態度の持ち主で、気に入らない人物に対しては容赦がない。短気なところもあるが指揮官としては基本的には冷静で、情報収集をしながら本から得た知識と独自の勘から敵側の手段を予測し逆用する。自身が気に入らないと感じた人物には相手も同じであることが多く、その面憎い手段や策略・態度には好き嫌いが激しいといったある種因果な性格の持ち主。剣腕に関しては周囲から地味と評価されるが国を挙げて行われる剣闘大会で優勝するほどの実力者。しかし、騎乗しての戦いは経験の少なさもあって不得手である。シークや他の者からは自然と人の上に立つ資質の持ち主と目されており、シークが感じる限りではオルバが何もしなくとも、行動を起こせば大事を成すように時勢が動く。
幼少時から読書が好きで特に戦記や偉人伝等を好んでいた。兄であるロアンに懐いており、幼馴染であるアリスとよく遊んでいたが兄が徴兵され、その戦で勝利した敵国のガーベラ軍に村が襲われるが同じガーベラ軍であるリュカオンに助けられる。しかし、逃走先の村にて今度は自国であるメフィウス軍のオーバリー将軍から襲撃を受け母は死にアリスは行方不明となる。その後はメフィウス内の都市に流れ着き、自身同様孤児である悪がき達のリーダーとなって窃盗などの犯罪を犯しながら数年間生活していたが、敵対チームの密告によって逮捕される。その際メフィウス第一皇子ギル・メフィウスに顔が似ていたために、よりギルに似せる呪いをかけた虎の仮面をつけられた上、剣奴隷に落とされた。このような経験から、メフィウスの上流階級や国そのものに対して憎しみを抱いている。16歳（1巻登場時）。ギル死亡後フェドムによって影武者となり、リュカオン討伐を皮切りに活躍し始める。
その後、アプター砦にてロアンの死を知らされると同時に、上に立つ者としての兵や人を数として捉える自身が嫌う思考になっていたことに自己嫌悪と矛盾を感じ、オーバリーに対する復讐を終えた後にそうした自己矛盾から逃れる為もあってギルとしての死を偽装して、シークの誘いによって傭兵となる。その後タウーリアの戦争を経て魔導士ガルダを倒したことにより「西方の英雄」となった。しかし直後に起こったメフィウスとの戦争によってタウーリアでの自分の存在意義や成すべきことを模索し始め、ビリーナが行方不明となったことを皮切りに半ば衝動的にギル・メフィウスへと戻ることを決意した。
作中では明確な表現描写は描かれていないものの、西方一の美姫と名高いエスメナが一目惚れをしたことからなかなかの美男子であることがうかがえる。基本的に自分のことも含めて恋愛感情には疎いが、ビリーナのことは苦手としているとともに、自分でも何かしらの特別な感情を抱いていることは自覚。
ビリーナ・アウエル
本作のヒロイン。ガーベラ国第三王女。14歳（1巻登場時）。ギル・メフィウスの婚約者。ガーベラでは有数の飛空艇乗りだった。5年前の謀反の際、9歳ながら交渉人として犯人と渡り合った。あまり男女の機微や知略に明るくはないが、かなりの胆力と誇りの持ち主であり、負けず嫌いながらも怒ることはあまりない。騎士の国らしく率直な言動を好み、手の内を明かさないオルバに対して不満をよく漏らしているが、その大胆な手腕を好んでもいる。後に、皇太子近衛隊に飛空艇の扱いを教えるようになり、その負けん気から戦争に自身も何らかの役に立とうとする。婚約当初はよくオルバと反発しあっていたが、次第に互いを認め合うようになり、よきパートナーになりつつあった。
オルバの偽装死後しばらくは茫然自失していたが、ギルの死の真相を確かめるためにランと探索に出るも発見は叶わなかった。その後、メフィウスのタウラン侵攻では、自らが戦場へ赴き、メフィウス側の侵攻を止めようとしたが戦争の最中行方不明に。周辺の村落によってその命を救われるが、そこを刺客により命を狙われた。その際にメフィウス帰還時のオルバに救われ、メフィウスへ戻る。
オルバによるメフィウス領内での内紛中、ガーベラからビリーナ奪還を名目にメフィウス領に侵入したサラマンド・フォーゲルをグール皇帝より借り受けたメフィウス兵を引き連れ撃退するも、狙撃を受けた際の騒動によりガーベラ領内へ運び込まれる。
ホゥ・ラン
元タルカス剣闘会の竜丁。非常にマイペースな人物であり、誰に対しても殆ど態度を変えない。自分や人間のことよりも基本的に竜の事を優先する。奴隷ではなく、竜が好きという理由で剣闘会に所属していた。容姿はよく、襲われかけていたところをオルバが助けたことからの付き合い。竜神信仰の遊牧民の出身で、文字の読み書きはできない。本人曰く竜の＜声＞を聞くことができ、その異才のおかげで常識ではありえないほどの竜の統率や調練を行うことが可能。リュカオン討伐後には皇太子近衛隊付の竜丁となる。オルバがギルの影武者であることを知る数少ない人物で、オルバとはある種の信頼関係を結び、過去にはビリーナが嫉妬をしたこともある。容姿やその異能に関し、ラバン・ドゥに聞かされた史実に関する奇妙な符号をオルバは気にしていた。
ゴーウェン
元タルカス剣闘会奴隷監督官。対リュカオン戦後隊に皇太子近衛隊に取り立てられ、近衛隊隊長となる。同時にホゥ・ランと養子縁組した。50代なかばの男。オルバがギルの影武者であることを知っている。
シーク・エイランド
元タルカス剣闘会の剣闘士で双剣使い。美形で変装ができるほど化粧が得意。飄々とした性格で、女性の扱いはうまいが彼曰く「考えが分かりやすい」ことから基本的に女性は好きではない。リュカオン討伐後に皇太子近衛隊に取り立てられる。彼の母曰く古代帝国の末裔であり、彼自身もそれを自称している。プライドが高く過去に執着していた母に様々な教育を受けたが、自身は母が願うほどの器ではないという悟りもあって複雑な感情を母に対して持っている。顔を傷つけられることを嫌い、傷をつけられると激昂する。オルバを剣闘士時代から非常に気に入っており、自身の夢を預けられる人物という見込みもあって嬉々としてそのサポートに回っている。その延長で例外的にビリーナ王女のことも多少気に入っているようである。
オルバがギルの影武者であることを知っており、幾度となく彼の窮地を救ってきたが、メフィウス帰還後のピラク侵攻中、戦死。
テレジア
ビリーナに幼少時から仕える侍女。ビリーナに対して遠慮のない言葉を投げかけ、忠告している。男女の機微に疎いビリーナにアドバイスするなどして、ギルとビリーナの関係を温かく見守っている。

### 大陸中央部

#### メフィウス帝朝

##### 皇族
グール・メフィウス
メフィウス帝朝皇帝。『竜心皇帝』と称される。若い頃は快活な面もあったが、現在は竜神教の長老衆との接触などによる神殿建設やタウラン侵攻などの専横に周囲は戦々恐々としている。
息子であるギルに対しても、冷淡な対応を行う。
ギル・メフィウス
メフィウス帝朝第一皇子。17歳没。グールからの失望を感じており、気持ちが荒んでいたところ、近衛士官ローンの娘ライラの結婚式に乗り込んで初夜権を主張したため、ことに及ぶ前にローンに殺された。しかし現在に至るもその死はフェドムによって秘匿されており、オルバが影武者とされる。
ラーナ・メフィウス
グールの前妻。ギルの母親。5年前病死。
メリッサ・メフィウス
グールの後妻。その美貌を知られて皇后となったが、竜神教との関係や前夫の病没など、不可解な点が多い。
イネーリ・メフィウス
メリッサの連れ子の一人。長女。16歳（1巻登場時）。グールに気に入れられていることもあって、我儘でプライドが高く目立ちたがりな性格。人の中心にいなければ気が済まずビリーナに対して対抗心を持っており、意地の悪い言動を行う。ギルに対して偽物ではないかという疑念を抱くようになり、オルバの精神状態と相まってのボロから疑念を確信へと変える。同時、その際に彼の放った暴言により深い敵意と執着を抱く。
偽者であることを暴露し、謀反騒ぎとオルバによって傷つけられたプライドを回復しようとするが、彼の偽装死により叶わなかった。初恋は家庭教師、結婚適齢期を迎えているが自身にその気はなく、自己顕示欲の強さゆえ将来自分は歴史に名を残す人物だと思っている。オルバ帰還後からは、後宮などを中心に行動を起こす。
フローラ・メフィウス
メリッサのもう一人の連れ子でイネーリの妹。イネーリとは５つ違い。11歳（7巻登場時）。姉のイネーリや母とはちがい、生来引っ込み思案でかつ病弱なこともありあまり後宮のそとにでることはない。イネーリのお下がりの本（イネーリはその本を亡き父から買ってもらった。）をとても大切にしている。

##### 貴族など
シモン・ロドルーム
メフィウスの貴族。元メフィウス帝朝評議会議長。ギルの後見人的な立場にあった。グール皇帝の忠臣として知られており、多くの者に慕われてもいた。グールに対してギルを庇う発言をしたために自宅に軟禁されていたが、サイアンとロルゴの家族が処刑されるのを止めるために自宅に火を放ち自殺した。
オーバリー・ビラン
メフィウスの将軍で黒兜団を率いる。元々国や王族に対する忠誠心は薄く、自身の栄達といった利益にしか興味がない。禿頭で薄い唇に紫の紅を引いている。アプター砦撤退戦の際、ガーベラ軍に対する足止めという名目でオルバの村を含めた周辺の村への焼き討ち・略奪を行っており、かつての被害者から憎悪されている。後に、オルバを含めた被害者達の復讐にあい、満身創痍の状態にされて皇太子殺害の罪を着せられた。
フェドム・オーリン
メフィウスの貴族。元帝国評議会議員でビラク領主。剣闘ギルドの長。魔道士ヘルマンの力を借り、オルバの顔を変え、ギルの影武者に仕立て上げた。オルバに対して本物のギルは既に死亡していることを隠している(オルバ自身は既に気づいている)。オルバの勝手な行動に対してフォローをしており、よく小言や脅しを言うが機嫌が良いと調子がよくなる。ただし、ギルを擁立して権力拡大を画策する野心家であるが、周囲からは知謀にそれほど長けていないと思われている。
ディン
フェドムにつけられたギルの小姓。12歳前後。オルバがギルの影武者であることを知っているが、基本的にオルバに対して従順で何時も敬語を使っている。オルバに王族としての教養を教える教師役でもある。
ローグ・サイアン
メフィウス十二将軍最高齢。翼竜士官。根っからの武人気質。ロムスという12歳前後の息子がいる。オルバが皇太子として帰還した際、いち早くオルバの味方となる。
カイザル・イースラン
メフィウスの貴族。元帝国評議会議員。グールの竜神廟移設計画に反対し処刑された。
ザット・クォーク
メフィウスの貴族。元帝国評議会議員で反皇帝派筆頭。十二将軍の一人。剣奴隷を利用しクーデターを起こそうとするも事前に察知したオルバに防がれる。
コーライン・イスファーン
メフィウスの貴族。お追従が得意。
オーダイン・ロルゴ
十二将軍の一人。37歳。銀斧団を率いる。鉄砲を駆使した用兵術を得意とする。真面目な性格。ラニーという13歳の娘がいる。オルバが皇太子として帰還した際、いち早くオルバの味方となる。
ユライア・マッター
十二将軍の一人で朱鷺征矢団団長、のち風雲弓団団長。飛空部隊が中心。グール・メフィウスに反旗を翻したオルバを倒すために、帝都ソロンより討伐軍として派遣されるが、皇太子軍に敗れ捕らえられる。その後、オルバに勧誘され、オルバの味方となる。
インドルフ・ヨーク
十二将軍の一人。ギル擁立派の貴族でフェドムの協力者。飛空船中継基地の有る要衝キルロの新統治者。
ザース・シディウス
十二将軍の一人で火炎槍団（かえんそうだん）団長。十二将の中で一番若い。グール・メフィウスに反旗を翻したオルバを倒すために、帝都ソロンより討伐軍として派遣されるが、皇太子軍に敗れ捕らえられるも、釈放される。オルバとグールが和解した後、メリッサの命でイネーリを捕らえようとするも失敗。
フォルカー・バラン
十二将軍の一人で黒鉄剣団（くろがねのつるぎだん）団長。グール・メフィウスに反旗を翻したオルバを倒すために、帝都ソロンより討伐軍として派遣されるが、皇太子軍に敗れ捕らえられる。その後、オルバに勧誘され、オルバの味方となる。
ウォルト
アプターとビラク間にあるジョズ砦の守護を任されていた大隊長。元剣奴隷で建国祭の検討大会で優勝したことがある。グール・メフィウスに反旗を翻したオルバに捕らえられた後、仲間になるように勧誘され、オルバの味方となる。
テスラン
フェドムの集めたギル擁立派の貴族。イドロ在住元外交官。
ナバール
フェドムの集めたギル擁立派の貴族。軍人。征タウラン論者。タウーリアを攻めるも敗走する。
マーロック
フェドムの集めたギル擁立派の貴族。形骸化した元帝朝評議会議員。
バートン・カドモス
貴族の子弟でギル・メフィウスの友人。男。18歳（1巻登場時）。表面上はギルと仲良くしているが、裏ではばかにしている。
トロア・ヘルゲイ
貴族の子弟でギル・メフィウスの友人。男。いつも何か食べている。
ジェイラス・アビゴール
ネダイン領主。
ボイス・アビゴール
ジェイラスの息子。
レイモン・ピースラウ
現ガーベラ領土にある土地の豪族出身でネダインの貴族。バーダイン教徒。ジェイラスに逆らい、幽閉されていたところをビリーナに助けられる。ネダインにて皇太子軍に呼応する為内乱を起こそうとするもボイスに阻まれ失敗。その後ネダイン周辺の地理をよく知ることをいかしネダイン陥落に貢献する。
ルイーズ・ピースラウ
レイモンの妹でバーダイン教徒。ボイスに襲われたため、バーダイン教徒の教義に従いボイスと婚姻する必要があったが、オルバの命によりボイスと結婚し、直後に離婚することで自由を得た。

##### タルカス剣闘会
タルカス
剣闘会の主。オルバを買った。
ギリアム
元タルカス剣闘会の剣奴で、剣闘会一の剣士とされたオルバによく突っかかっていた。赤毛の巨漢で、斧を扱う。一度は皇太子近衛隊に編入されたが、対リュカオン戦後隊を抜け傭兵となった。シークからオルバとギルの関係を聞かされるが初めは笑い話として捉えていた。その後、タウーリアの傭兵となってオルバと共に戦場を駆け、その手腕を認め信憑性が増していった。自身は斧をふるうだけが取り柄と思っている。
カイン
元タルカス剣闘会の剣奴。リュカオン討伐戦後に皇太子近衛隊に取り立てられる。手先が器用で狙撃が得意。やや子どもっぽい性格でお調子者。年格好がオルバに似ているため、親衛隊としてのオルバの影武者に仕立てられることもある。オルバがギルの影武者であることを知っているが、その背景に関しては殆ど無知で勝手な解釈をしている。

##### その他
ロアン
オルバの5つ年上の兄。とてもできがよく10歳のころから都の商人に請われて下働きとして奉公にでていた。オルバとの兄弟仲はとてもよく、オルバはロアンが奉公先から帰るたびにオルバへ本を渡しオルバはそれをとても楽しみしていた。6年前にガーベラとメフィウスの戦いのためにアプター砦を守っていたオーバリー率いるメフィウス軍に徴兵され、アプター砦にて戦死。
アリス
オルバの幼馴染の少女。オルバより３つ年上の少女。オルバたちの村がガーベラ軍に占領され、戦火をのがれるため逃げるが、逃げた先の村にやってきたオーバリー率いる黒兜団たちに襲われ、その後は消息不明。
ダグ
アリスに惚れていた、オルバの昔の喧嘩相手。故郷をオーバリーと黒兜団に焼かれた後は山賊になった。鋭い目と特徴的な鷲鼻の持ち主。王子となったオルバと再会し、黒兜団とオーバリーに復讐を果たす。
ザジ・ハーマン
ビラクの豪商。国によって禁じられている西方との商取引をしている。オルバとの取引により西方に対する貿易を正式に一手に引き受けることになった。
クラウ
ザジ所有の太った女奴隷。大型飛空艇を操る。
ローン・ジェイス
皇帝直属の近衛士官だったが、娘を救うために本物のギル皇子を殺害してしまう。身の危険を感じ娘ライラと共にメフィウス帝都ソロンから離れ、各地を転々。その後タウーリア国境近くの村に住んでいたが、倒れていたビリーナを助けたことで再び動乱に巻き込まれ、負傷。
ベイン
風采のあがらない黒兜団百人長。オルバに復讐の為に利用され盗賊に襲われるも奇跡的に生存。その時オルバの背中の奴隷の刻印を見る。イネーリにそのことを聞き出された後に始末される。
パーシル
『豪腕』の二つ名で知られる、オルバとはタイプの似た剣闘士で剣腕もほぼ互角であり、ギル曰く人を率いる才能の持ち主でもある。生き別れの妹がおり、過去の経緯からオルバ同様メフィウスの上流階級や国そのものに対して憎しみを抱いている。
ライラ・ジェイス
ローン・ジェイスの娘で、本物のギルが死んだ事件を知る数少ない人間。事件後各地を転々した後、タウーリア国境近くの村に住んでいたが、父が拾ってきたビリーナ(この時はビリーナ王女だと知らない)を実の妹のように可愛がった。メフィウス軍に村が焼き払われた後はビリーナの侍女となる。ザファルに操られ、密偵とともにオルバを暗殺しようとしたが、オルバが暗殺される直前に正気に戻り、オルバを庇おうとしたところを逆にオルバに助けられる。その後ビラクで身柄を拘束されていたが、ビリーナと面会し、自分の父が本物のギルを殺害したことを打ち明ける。
アルナック
ガーベラ十年戦争で手柄を立てたことにより近衛兵になった。負傷したビリーナにギル宛てのメダルを託され、近衛兵をやめてオルバにメダルを渡す。かつて上官だったローン・ジェイスに家に招かれたことがあり、ライラ・ジェイスを「結婚が近い」と紹介されたことがある。
タニス
近衛兵。メリッサにそそのかされ、ビリーナを拳銃で撃ち（実際に当たったのはビリーナの馬）、取り押さえようとしたアルナックも拳銃で負傷させたが、近衛兵たちに取り押さえられる。
ミゲル・テス
元剣闘士でパーシルとともにメフィウス反乱のメンバーに加わり、現在はギル皇太子近衛兵。

#### ガーベラ王国
ジオルグ・アウエル
先代ガーベラ国王。ビリーナの祖父。かつては剛勇で知られたが、現在は病床にあり、首都フォゾンから南東20キロほどにある離宮にて静養中である。一線から退いてはいるが、未だその影響力は高いと国内外からみなされている。
アイン・アウエル二世
現ガーベラ国王。
ゼノン・アウエル
ガーベラ国第二王子。27歳。猛虎騎士団長。知略よりも騎士としての誇りを重んじる。ビリーナとは仲が良く、ノウェとは相性が悪い。メフィウスに対して元々あまりいい感情を抱いていなかったが、オルバに直接対面してからは彼に一目置いており、自らを義兄と呼ぶことまで許している。その後は、ノウェとも距離を縮めるなど柔軟な思考になってきている。
ノウェ・サウザンテス
王都の護民副長官。二十代半ば、色白で痩身の男。好きなものは「軍略、知謀戦、城取り」というガーベラきっての策略家。リュカオンの友人であり、それを討伐したギルに対してあまりいい感情を抱いていないが、その力を認めてもおり互いにある種の関係を築いている。
リュカオン
ガーベラの将軍。ビリーナのかつての婚約者。地方豪族の出身のためなかなか騎士見習いから昇格出来ずにいたが、5年前の王家への謀反騒ぎで活躍し騎士に叙勲された。勇猛ながら妙な可愛げがあり、兵からも人気がある。オルバの命の恩人でもあり、オルバはそこに自身の理想を当てはめてもいた。
自身の理想を実現させるために反逆するが、かつての騎士道からは反する方法でもあった為それに失望したオルバに討たれる。たゆまぬ鍛錬と戦争経験から当時のオルバよりも上の剣技の持ち主。
サラマンド・フォーゲル
アナグマ騎士団副団長でリュカオン信奉者。ビリーナ奪還のためにメフィウス領に侵入したが、メフィウス兵を引き連れたビリーナに銃で撃たれ、捕らえられる。
バトール
5年前の謀反の首謀者。

#### エンデ公国
マルキーオ・ル・ドーリア
元エンデ公国大公。病状にあり、後継者問題の原因となっていたが後に崩御した。次期大公としてエリックの名を書いた遺書を残した。
ジェレミイ・アマン・ドーリア
元エンデ公国第一公子。25歳（4巻登場時）。学者肌だが人を楽しませることに長けている。魔道を重視しており、魔導局に対する予算増加を餌に一部の魔導師と結託して様々な道具の開発・研究を進めている。穏やかで兄弟思いな性格を装っているが、実際は野心家にして陰謀家であり、弟であるエリックを嵌めて自身の支配下に置こうとしていた。次期大公としてエリックが指名されたことと、ヘズルに進言されたことから、魔法王朝の旗を奪い、大公になるためにアリオン王国に援軍を頼んだ。
エリック・ル・ドーリア
エンデ公国第二公子。21歳（4巻登場時）。育ちの違いから武人の気質の持ち主であり、兄を侮蔑している。マルキーオの遺書により次期大公に指名されたことにより、アマンの名を捨てルを名乗ることとなった。
ベルモア・プルートス
プルートス家次男。エリックの幼馴染。
ヘズル
魔導局所属の魔道士。かつてジェレミイに援助を請い、その見返りにジェレミイの謀略の手助けをしている。ガルダを探るためゼル・イリアスを調査した。
ヴォーダン
魔法局の局長。

### タウラン地域

#### タウーリア
アークス・バズガン
タウーリア太守。良くも悪くも単純な性格であり、高いプライドと短気の持ち主であるが切り替えは早く、領民のほとんどから慕われている。その昔、タウラン地方を治めていたヤッシュ・バズガンの子孫であるため、ゼル・タウラン国王を名乗りタウラン地方の諸国もやがては自身の統治国となると信じている。古代魔法王朝の玉璽ともいわれる軍配（その柄には竜神の爪と呼ばれる水晶）を常に腰に下げており、アプターでの戦いに敗れた折にはその軍配をギル（オルバ）に奪われメフィウスとの同盟を承諾させられた。その後、軍配はギル（オルバ）から友好の証としてエスメナ・バズガンの手を経由して返還された。ギル(オルバ)に対して敗戦直後は恨み骨髄であったが、和睦後はその手腕を認めてエスメナとの婚姻を視野に入れるなど気持ちを切り替えた。
ラバン・ドゥ
アークスに仕える竜丁にして軍師。冷静沈着な軍師であるが、竜丁としてかなりの腕の持ち主でもあり、竜の品種改良も手掛ける。アークスとは気の置けない仲であり、時にいがみ合うといった関係。タウーリアに来てからの英雄オルバを疑問視していたが、オルバが自ら正体を明かすと「面白そうだ」と助力した。
エスメナ・バズガン
西方一の美姫とも言われる、アークスの娘。19歳（3巻登場時）。和平交渉にきたギル（の振りをしたオルバ）に一目惚れした。ガルダによる魔術のせいか、夢遊病の気があったが現在の状態は不明。ガルダによって連れ去られた際に洗脳を受けていたところをオルバによって救出される。その時に洗脳から解放する手段としてオルバが素顔と正体を明かしたことからオルバの正体を知る。後に二人で顔を合わせたことからギル生存の確信に至り、喜びの涙を流した。
ラスワン・バズガン
アークスの甥で、次期太守候補の一人。気性が激しく残虐なところがある。ガルダと手を組み、ガルダに対する認識や情報収集が甘く他の国同様内乱の駒とされた。アークスが軍配を奪われたことを察知して反乱を決意し、テドス大公を殺害したが、想定外の場面に弱かったのかエスメナの鼓舞と味方の士気を乱す行為などにより反乱は失敗した。
ボーワン・テドス
将軍。第五兵団長。テドス大公の養子で、次期太守候補の一人。誠実な性格の持ち主であり、テドス大公やアークスを慕っている。度量は大きい人物であり、傭兵に対しての態度などにも気配りしている。アプター砦での戦いではオルバと敵対したが、傭兵となったオルバの上司となりガルダ軍との戦いで重傷を負ったがためにタウーリアで療養した。療養中にラスワンの反乱に直面するが、テドス大公を殺された怒りと元々の不仲から敵対してエスメナの助力もあり反乱を鎮圧した。
ダンカン
タウーリアの傭兵団長。生粋のタウーリア人。傭兵に対する指揮は、周囲からも評価されていた。ガルダとの戦の際に自身は殿を務めて、オルバ達傭兵にボーワンの救出を託した。
タルコット
傭兵。沿岸国の商家の出身。27歳。女好きにして、おしゃべりでお調子者。画才があり、剣の腕はなかなかのもの。オルバを気に食わないと思いながらもその能力を認めてもいる。
スタン
傭兵。沿岸国の出身だが遊牧民の間で育った。20歳前後。オルバとも仲良くできるほど人懐っこい人物。人の相を見ることができ、それを応用してのかなりの危険察知力や勘の持ち主で、タルコットを兄貴と呼んで多くの戦場を経験してきた。魔素の流れを認識することができ、それによって魔道士の居場所を感知することなどができる。

#### ヘリオ
ハードロス・ヘリオ
先々代ヘリオ王。病弱。
エラーゴン・ヘリオ
先代ヘリオ王。魔道士ガルダ討伐に赴いたが討死した。
マリレーヌ
美貌で知られる現ヘリオ王妃。黒目黒髪、象牙色の肌。エラーゴンの元妻。先代チェリク王の娘。
ロージィ
ヘリオの王子9歳。素直な性格で、エラーゴンの遺児。
グレイガン
傭兵団『赤い鷹』首領。
エブラ
グレイガンの部下ベルガナ砦の指揮官
ラスビウス
騎竜兵隊の将軍。35歳（5巻登場時）。オルバとは相性が悪いが才気を認め使う度量がある。
ケイとニルス
ヘリオで飲食店を切り盛りしている姉弟。
スルール・ワイリム
ラスビウスのライバルを自負しているヘリオ歩兵大隊の指揮官。オルバ隊の上官となるが、ラスビウスとの関係もあってかメフィウス人特にオルバの活躍を快く想っておらず、オルバを遠ざける。指揮などの実力はオルバも認めていたが、その度量は低く自身の過ちを素直に認められない性格の持ち主。その後、ガルダ戦にて戦死した。
ビシャム
スルール隊旗下の中隊指揮官、カダイン進攻の時、オルバの要請に協力した上官。

#### ゼル・イリアス
ガルダ
200年以上前のゼル・タウラン国竜神教祭司。かつてはヤッシュ・バズガンの治世を魔道によって支える魔道士でもあった。現世においてレイズスがその名を称し、タウラン諸国を次々と手中に収める。ただし配下においた地域を治めるのではなく、住民を大量に何かの儀式の生贄に捧げている。後に、レイズスが討たれるも、別のガルダを名乗る者が現れている。
レイズス
禁術を犯しエンデ魔導局を追放された60歳の魔道士。彼自身は、額に宝玉が埋まることでガルダとしての知識などを受け継ぎ、協力する魔道士の勧めもあってガルダを名乗るがただ利用したに過ぎなかった。
ザファル
ガルダに協力する5人の魔道士の一人、堂々たる風格の老人。
タヒー
ガルダに協力する5人の魔道士の一人、火の使い手、妖艶な魔女。

#### カダイン
リマ・カダイーン
都市国家カダインの姫。カダイン王の一人娘。
モロドフ
都市国家カダインの将軍。カダインの赤竜と呼ばれる猛将であり、殿や最前線にて馬上槍をふるう。齢は五十を超えている。リマ姫に絶対ともいえる忠誠を注いでいる。弟であるニルギフよりも冷静であり、引き際を弁えている。
ニルギフ
都市国家カダインの将。カダインの青竜と呼ばれる武人であり、モロドフと並び称されて「カダインの双竜」と呼ばれ、兄同様殿や最前線にて馬上槍をふるう。また兄のモロドフとは腹違いの兄弟であり、歳は十五程違う。モロドフよりも感情的であり、兄を慕っている。

#### チェリク
ヤムカ
チェリクの王。マリレーヌの兄でもある。

### その他

#### アリオン王国
カセリア・ジャミル
アリオン王国第一王子。詩と音楽を愛するのと同じくらいに女性を愛で、そして息をするのと同じ感覚で人を殺すと言われている。また、カセリア直属の戦士団は敵対するものに無慈悲な殺戮を行うことで知られている。

## 設定・用語
魔素（エーテル）
魔道を行使する際に必要となる要素であり、飛空船を浮かばせる要素の一つでもある。
バーダイン教
バーダイン教徒は以下の教義に従うことが義務づけられている
- 女性は純潔を捧げた相手との婚姻
- 自害の禁止
- 動物を食べる場合、命を奪う以前の動物を神へ捧げ、三日間、朝夕の祈りを欠かさず行う

### 国家
メフィウス帝朝
大陸中央部にある国の一つ。首都はソロン。周囲の山々を斜めに貫くドーミック平を領土とする。現皇帝はグール・メフィウス。
奴隷制度があり、奴隷同士を戦わせる剣闘技が盛ん。
ソロン
メフィウス帝朝首都。ドーミック平野の中央に位置する。移民船の舳先をへしおってつくられたという『黒の塔』を中心に円形に広がる。都内にはサーザン川が流れており、宮殿や貴族の邸宅の区画と南西の市民街を分かつ。
『黒の塔』地下には竜神を奉る竜神廟がある。
聖臨の谷
500年以上前、移民宇宙船が降りた最初の土地。メフィウス皇室の婚儀を行う場所として、祭壇やホール、宿泊施設などが設けられている。
イドロ
エンデ、ガーベラとの国境に最も近い城砦都市。ガーベラとの戦争では度々最前線となった。
アプター
メフィウス南部の城塞都市。人口5千人。ガーベラに奪われていたが、和平交渉成立と共にメフィウスに返還された。
ビラク
北の沿岸諸国との貿易拠点となっている貿易都市。領主はフェドム・オーリン。
ネダイン
ビラクとソロンの中間にある都市。西方との交易のための飛空戦の中継基地として築かれた施設を元とし、北の都市国家イオとの戦争のための砦付随の都市として発展したが、今は活気が薄れ、田舎の代名詞のような地方となっている。
ガーベラ国
メフィウス南東にある国。首都はフォゾン。歴史は浅いが、洗練された文化をもつ騎士の国である。現国王はアイン・アウエル二世。
ザイム砦
メフィウス、エンデとの国境に最も近い場所にある砦。地の利に恵まれており、難攻不落の砦として知られる。
エンデ公国
魔法王朝の始まりにまで血統を遡れるという歴史の長い国。首都は『水の都』サフィア。メフィウスとガーベラに挟まれており、領土はそれほど広くない。現大公はマルキーオ・ル・ドーリア。
タウラン地域
ゼルド人が住む、大陸西方の地域。かつては竜神ゼル・タウランの元に統一されていたが、内乱に次ぐ内乱によって分裂し、いくつもの都市国家が成立。現在に至るも勢力争いに明け暮れている。
タウーリア
タウランの都市国家の一つ。メフィウスとはユノス川を国境線として接する。元はメフィウスの家臣だったヤッシュ・バズガンが、全くの独断により西方から領土を切り取って成立した。その際竜神信仰の遊牧民の長老衆から『竜神の爪』なる古代魔法王国から伝わる二つ一組の玉璽を貰い受けたという。現太守はアークス・バズガン。
ゼル・イリアス
かつてヤッシュ・バズガンが西方に『ゼル・タウラン』という国を興した際、首都とした神殿都市。西方内覧の際には魔道士ガルダの魔力により守られたという。
ヘリオ
タウランの都市国家の一つ。魔道士ガルダの出現により統治者がめまぐるしく変わった。
チェリク
タウランの都市国家の一つ。ヘリオとは穀倉地帯であるソーマ湖周辺の支配権を争った。ヘリオ王妃マリレーヌの出身国。
エイメン
タウランの都市国家の一つ。ヘリオ北西に位置する。アークスの姉が嫁いでいる。
カダイン
タウランの都市国家の一つ。エイメンから山地を挟んで南西。湖沼地帯と矮樹森林で有名。
ラケキシュ
砂漠地帯と牧草地を隔てる峡谷付近にある、タウランの最も西にある都市国家。
フグリム
石造りの城塞都市。タウランの都市国家の一つ。
アルタク
タウラン最南端の国家。ヌメルダ渓谷を越えて西、荒地と砂漠の境。
大陸東方部
アリオン
東方の強国。エンデの同盟国。
聖ディティアーヌ同盟
アリオンの北東にあった宗教国家。長年の宿敵であるアリオンに滅ぼされた。
その他
ゾンガー
北方湾岸都市国家の一つ。
ザビニア
北方海上都市。周辺の海水はエーテル含有量が高い。
バロール
南の島国。
リーブラ
沿岸諸国のひとつ。チェリク王家と縁戚になったことがある。
サリサ
タウランより西方にある。猛毒が手に入る。
リャリド
エンデ公国より東に在る国。

## 既刊一覧
- 杉原智則（著）・3（イラスト）、アスキー・メディアワークス〈電撃文庫〉、全12巻
  - 『烙印の紋章 たそがれの星に竜は吠える』、2008年5月10日初版発行（同日発売[2]）、ISBN 978-4-04-867063-0
  - 『烙印の紋章II 陰謀の都を竜は駆ける』、2008年11月10日初版発行（同日発売[3]）、ISBN 978-4-04-867347-1
  - 『烙印の紋章III 竜の翼に天は翳ろう』、2009年4月10日初版発行（同日発売[4]）、ISBN 978-40-4-867767-7
  - 『烙印の紋章IV 竜よ、復讐の爪牙を振るえ』、2009年8月10日初版発行（同日発売[5]）、ISBN 978-40-4-867942-8
  - 『烙印の紋章V そして竜は荒野に降り立つ』、2010年3月10日初版発行（同日発売[6]）、ISBN 978-40-4-868398-2
  - 『烙印の紋章VI いにしえの宮に竜はめざめる』、2010年7月10日初版発行（同日発売[7]）、ISBN 978-40-4-868653-2
  - 『烙印の紋章 VII 愚者たちの挽歌よ、竜に届け』、2010年12月10日初版発行（同日発売[8]）、ISBN 978-4-04-870135-8
  - 『烙印の紋章 VIII 竜は獅子を喰らいて転生す』、2011年4月10日初版発行（同日発売[9]）、ISBN 978-4-04-870424-3
  - 『烙印の紋章 IX 征野に竜の慟哭吹きすさぶ』、2011年9月10日初版発行（同日発売[10]）、ISBN 978-4-04-870808-1
  - 『烙印の紋章 X 竜の雌伏を風は嘆いて』、2012年1月7日初版発行（同日発売[11]）、ISBN 978-4-04-886248-6
  - 『烙印の紋章 XI あかつきの空を竜は翔ける（上）』 2012年6月8日初版発行（同日発売[12]）、ISBN 978-4-04-886248-6
  - 『烙印の紋章 XI あかつきの空を竜は翔ける（下）』、2012年10月10日初版発行（同日発売[13]）、ISBN 978-4-04-886983-6

## コラボレーション
カプコンのオンラインシミュレーションRPG『百年戦記 ユーロ・ヒストリア』と電撃文庫がコラボレーションキャンペーンを行い、その第3弾として2014年4月10日から4月24日にかけてイベントクエスト“鉄と鳥の王女”が開催され、ビリーナ姫が作中に登場し、イベントクエストをクリアすると固有スキルを持つ英雄“勝気なガーベラの姫 ビリーナ（晩成型）”、限定支援兵“電撃兵”が入手できた。